# Skisporthalle Oberhof

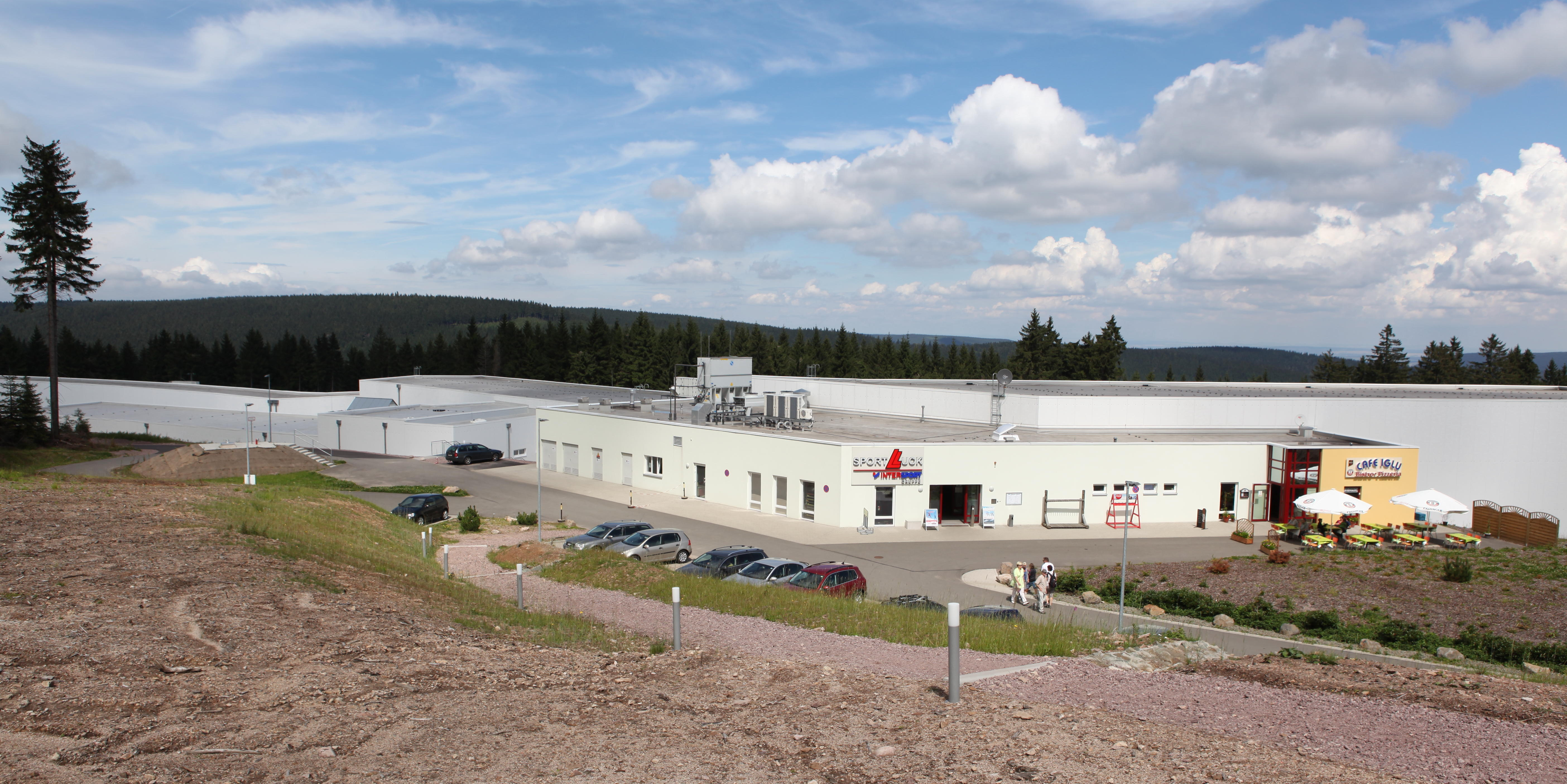
Skisporthalle, Eingang

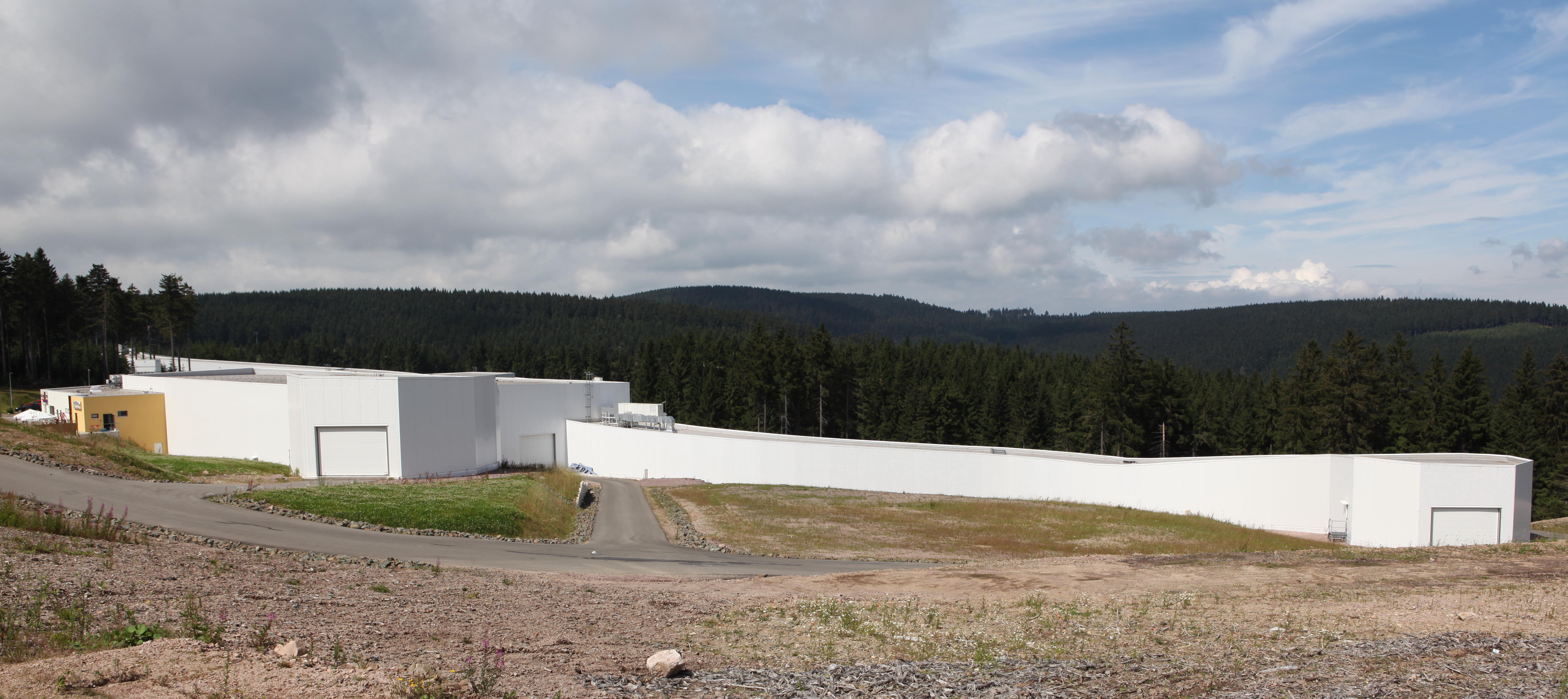
Skisporthalle

Die Skisporthalle Oberhof ist die erste Langlaufhalle Deutschlands, in der ganzjährig Skilanglauf und Biathlon betrieben werden kann. Durch den Sponsor Deutsche Kreditbank trug sie bis Dezember 2018 den Namen DKB-Skisport-Halle, seit Januar 2019 LOTTO Thüringen Skisport-HALLE. Das Bauwerk liegt im thüringischen Oberhof und wurde am 1. September 2009 in Betrieb genommen.

## Geschichte

### Allgemein
Am 24. August 2009 wurde die Sportstätte von Bundesinnenminister Wolfgang Schäuble und Ministerpräsident Dieter Althaus eröffnet. In ihr wurde ein Rundkurs angelegt, der auf 1754 Meter Länge auch Anstiege und Abfahrten beinhaltet.
Die Halle entstand auf Initiative des Deutschen Skiverbandes und wird auch von den Nationalkadern Nordischer Disziplinen als Trainingsgelände genutzt. Betreiber ist die Oberhof-Sportstätten GmbH, an der die Landesentwicklungsgesellschaft Thüringen mbH mit 51 % sowie der Landkreis Schmalkalden-Meiningen und die Stadt Oberhof mit jeweils 24,5 % beteiligt sind. Das Bauwerk kostete 14,4 Millionen Euro, die sich der Bund und der Freistaat Thüringen teilten. Einen Zuschuss von 900.000 Euro leistete der Landkreis. Ein jährliches Betriebskostendefizit von 700.000 Euro trägt der Freistaat Thüringen.

### Meilensteine
| Datum         | Tag | Maßnahme                                                                   |
| ------------- | --- | -------------------------------------------------------------------------- |
| 2008          | 000 | Vertragsunterzeichnung Bauvertrag                                          |
| 4. Mai 2008   | 009 | Erster Spatenstich                                                         |
| Juni 2008     | 042 | Geländeprofilierung                                                        |
| Juli 2008     | 069 | Betonstützenmontage                                                        |
| Aug. 2008     | 088 | Deckenplattenmontage                                                       |
| Okt. 2008     | 144 | Richtfest                                                                  |
| Okt. 2008     | 162 | Dachplattenmontage                                                         |
| Okt. 2008     | 167 | Einbau Kühlboden                                                           |
| Jan. 2009     | 197 | Hallenhülle geschlossen                                                    |
| Apr. 2009     | 348 | Erster Schnee in der Westschleife (Kunstschnee im Außenbereich geschossen) |
| Mai 2009      | 358 | Erster Schnee wird in der Skihalle produziert                              |
| 30. Juni 2009 | 407 | Gebäudeübergabe an den Bauherrn                                            |
| 1. Juli 2009  | 408 | Trainingsauftakt der Biathlonnationalmannschaft der Damen                  |

## Aufbau
Zur Anlage gehört ein zweigeschossiges Funktionsgebäude mit Umkleide-, Skiservice- und Gastronomiebereich.
Im oberen Bereich befinden sich Foyer, Kasse bzw. Information, Besucherbalkon, ein Sportladen und ein Café mit Bistro und Pizzeria. Zudem gibt es einen Servicebereich, einen Überwachungsraum (Zeitnahme und Technikanalyse), einen Auswertungsraum für Trainer und Athleten, einen Medizinischen Bereich (Labor und Leistungsdiagnostik) sowie zwei Technikräume. Im Erdgeschoss wurden die sanitären Einrichtungen, der Betriebsraum und sämtliche Steuerungen untergebracht. Außerdem befindet sich hier der direkte Zugang zum Zentralbereich der Skihalle.
Die Halle selbst besteht aus weiteren vier Abschnitten. Hierzu gehören die Nord-Ost-Schleife, die große Westschleife, die Doppelloipe und die Schnellkraftrunde. Die Loipen sind vom Zentralbereich aus problemlos zu erreichen. Pro Trainingsrunde werden auf der teilweise zweimal zu durchfahrenden Strecke insgesamt 1754 Meter Lauflänge erreicht und dabei Steigungen bzw. Abfahrten von bis zu 12 % durchlaufen.
Eine Pistenraupe steht zur Präparierung des Schnees zur Verfügung.
Seit dem 6. Juni 2011 stehen vier wettkampfgenormte Schießbahnen für Kleinkaliber und Luftgewehr zur Verfügung. Die befinden sich in einer separaten Halle, welche direkt an die bisherige Halle (kann durch ein Rolltor von der Skihalle abgetrennt werden und somit auch separat genutzt werden) und somit an die Loipen angeschlossen ist. Biathlon kann dadurch witterungsunabhängig durchgeführt werden.

## Technische Daten

### Kälteerzeugung
Die Kälteerzeugung erfolgt mit Schrauben- bzw. Kolbenverdichtern für die Kaltsole der Fußbodenkühlung und der Lüftungsanlagen sowie einem Kolbenverdichter für die Kaltsole der Schneeerzeugung. Die Abwärme der Kältemaschinen dient vorrangig der Abtauung der periodisch vereisenden Wärmetauscher der Lüftungsanlage und der Schneeerzeuger sowie zur Beheizung des Funktionsgebäudes.
Zur Kälte und Wärmeversorgung der einzelnen Kühleinrichtungen der Halle wurden vier Solekreise vorgesehen. (Kaltsole Fußbodenkühlung (tmax= −10 °C); Kaltsole Lüftungsanlagen (tmax= −15 °C); Kaltsole Schneeerzeuger (tmax= −30 °C); Warmsole für Abtauung der Umluftkühler (tmax= +40 °C))

### Kälteverteilung
Die Halle wird u. a. mit 19 Umluftkühlern gekühlt.
Die Luft wird unter der Hallendecke an der Oberseite der Umluftkühler angesaugt und über Wärmetauscher, von ca. −3 °C auf ca. −8 °C gekühlt. Über textile Luftauslässe quillt die Luft in die Halle. Dadurch wird gewährleistet, dass im Schneebereich keine großen Luftbewegungen mit dem damit einhergehendem Zugluftempfinden auftreten.
Die Deckung des hygienischen Außenluftbedarfes erfolgt über fünf dezentral auf dem Hallendach angeordnete Lüftungsgeräte mit einem Wärmerückgewinnungsgrad von 70 bis 80 %, die über CO2-Fühler geregelt werden. Um den Schnee auch von unten kühlen zu können, wurde über der gesamten Hallenfläche eine Flächenkühlung im Fußboden vorgesehen.

### Schneeerzeugung
Die Schneeerzeugung erfolgt über vier Schneeerzeuger, die im Zentralbereich der Skihalle unter der Hallendecke montiert sind. Diese Erzeuger werden mit vorgekühltem Wasser und Druckluft aus der Kältezentrale versorgt. Die Schneiwasserkühlung erfolgt über einen Rieselkühler. Die Bereitstellung der Druckluft erfolgt durch einen drehzahlgeregelten Kompressor. Die Abwärme des Kompressors wird über Wärmerückgewinnung dem Warmsolesystem zugeführt.
Die Höhe des Zentralbereiches von 8 Metern wurde u. a. durch die Schneeerzeugung vorgegeben, denn diese benötigen zum Herstellen von künstlichem Schnee eine bestimmte Fallhöhe, die wiederum einer Luftzirkulation entspricht. Geplant wird, dass der Schnee nur einmal pro Jahr aufgebracht wird. Danach sind nur Präparationsarbeiten an der Schneedecke incl. Neuschneeverteilung vorgesehen.

### Funktionsgebäude
Die Abwärme der Kälteanlage dient auch der Beheizung und der Warmwasserbereitung des Funktionsgebäudes. Dabei werden die unterschiedlichen Warmsolekreise der Anlage einem Schichtenspeicher (Ölkühler Schraubenverdichter, Warmsole Halle) zugeführt. Falls die Abwärme der Kälteanlage für die Beheizung nicht mehr ausreicht, werden die Defizite durch eine Wärmepumpenanlage gedeckt.
Die Belüftung des Sozialgebäudes erfolgt mit einem Lüftungsgerät mit einer Wärmerückgewinnungsrate von ca. 80 %. Die Beheizung der Luft erfolgt ebenfalls über die Warmsole der Kälteanlage.

### Beleuchtung
Die Beleuchtung des Loipenbereiches ist auf 500 lx im Wettkampfbetrieb ausgelegt.

### Videoanlage
Der Loipenbereich wird flächendeckend durch 34 Dome-Kameras erfasst. Das Kamerasystem bietet einerseits eine Überwachungsfunktion mit Aufzeichnung und gibt andererseits den Trainern die Möglichkeit zur Auswertung und Analyse der aufgezeichneten Bilder mit entsprechend hoher Qualität.

### Tabellarische Übersicht
| Bereich                                            | Daten |
| -------------------------------------------------- | --- |
| Lufttemperatur                                     | ca. −3 bis −4 Grad |
| Schneetemperatur                                   | ca. −5 bis −7 Grad |
| Luftfeuchtigkeit                                   | ca. 80–100 % |
| Schneehöhe/ Auflage                                | ca. 30 cm reiner Kunstschnee |
| Beschneiungsgeräte                                 | 4 Stk. im Zentralbereich / max. Kapazität 32 Tonnen in 24 Std. (8 Tonnen pro Gerät) |
| Loipenpräparierung                                 | Schneeverteilung und Präparierung |
| Geländehöhen                                       | zwischen 810 und 830 m über NN. |
| Einzelloipe Breite                                 | 8,00 m |
| Doppelloipe Breite                                 | 16,00 m |
| Zentralbereich Breite                              | 35,00 m |
| Laufstrecke gesamt                                 | bis zu 1754 m / Westschleife wird dabei in beide Richtungen durchlaufen, dabei werden 44 Höhenmeter überwunden |
| maximale Steigung                                  | 12 % Schnellkraftrunde / bis 11 % in der Westschleife |
| Grundstücksfläche                                  | 69.000 m² |
| Gesamt bearbeitete Fläche                          | 46.000 m² (knapp 6 Fußballfelder) |
| Gesamte Gebäudefläche                              | 10.000 m² |
| Fläche Schneedepothalle                            | 1.100,00 m² |
| Gebäudelänge                                       | 400 m |
| Gebäudebreite                                      | 150 m |
| Isolierwandpaneele                                 | 11.000 m² |
| Kühlschleifenlänge in integrierter Bodenisolierung | ca. 20 km |
| Wärmerückgewinnung                                 | Grad der Wärmerückgewinnung zwischen 70 und 80 % |
| Bauzeit                                            | 14 Monate |
| Energieversorgung der gesamten Anlage              | Strom – über Mittelspannungsanschluss am 10kv-Netz des örtlichen Versorgungsnetzbetreibers |
| Beleuchtung                                        | Bis zu 500 Lux sind möglich z. B. für Wettkämpfe und bei TV-Aufnahmen, im Normalbetrieb ist 1/3 der Beleuchtung bereits ausreichend mit entspr. Energieeinsparung |
| Beschallung                                        | Musik und Durchsagemöglichkeit im gesamten Hallenbereich und im Funktionsgebäude / ELA-Lautsprecheranlage |
| Videoanlage                                        | Der Loipenbereich wird flächendeckend durch 34 Dome-Kameras erfasst, die auf 3 Bildschirmen, davon 2 mit jeweils 16 Kameras für den Loipenbereich sowie ein Bildschirm mit 2 Kameras für die Schießhalle, abgebildet werden. Aufzeichnungsmöglichkeit zur Überwachung z. B. bei Unfällen und Problemen, für Trainer zur Auswertung und Analyse von Technik und als Web-Cam für das Internet |
| Sicherheitstechnik                                 | Sicherheitsbeleuchtungsanlage bei Stromausfall / Automatische Brandmeldeanlage / Notausgänge mit Handmelder und Notrufsprechstellen |

## Leistungssport
Der Hallenkomplex wurde ursprünglich für den Leistungssport erbaut. Die Intention lag in einer Verbesserung der Trainingsqualität. Durch die neue Trainingsstätte können die Sportler ganzjährig auf Schnee trainieren. Lange Fahrten oder Flüge in die Schneegebiete können daher auf ein Minimum eingeschränkt werden.
Seit dem 1. Juli 2009 absolvieren Biathleten, Langläufer und Nordische Kombinierer des Deutschen Skiverbandes regelmäßig ihr Training in der Halle.
Neben den deutschen Wintersportlern findet die Sportstätte vor allem auch durch ausländische Mannschaften Zulauf.

## Tourismus und Breitensport
Skiausrüstung sowie Bekleidung kann bei einem Sportfachgeschäft in der Halle ausgeliehen werden. Dieses ist auch für den Skiservice (Wachsen und Schleifen) zuständig. Für Skikurse stehen ausgebildete Skilehrer zur Verfügung. Für die Skifahrer steht ein großer Umkleidebereich mit separaten Umkleidekabinen und Duschen zur Verfügung.
Das Einlasssystem wird über eine elektronische Chipkarte gesteuert, auf der das Tages- oder Stundenkontingent gespeichert ist. Über diese Chipkarte wird die minutengenaue Nutzungszeit abgebucht. Dazu wird die Karte vor Betreten der Skihalle an ein Terminal gehalten. Die Tür öffnet automatisch und die Zeit wird erfasst. Bei Verlassen der Skihalle wird die Karte vor ein zweites Terminal gehalten, die Zeit wird gestoppt und die Tür zum Ausgang öffnet sich.
Besuchern steht ein großer Balkon mit Einblick in den Zentralbereich der Halle zur Verfügung.
Im Obergeschoss befindet sich ein Café/Bistro mit Blick in den Zentralbereich und einem Außenbereich vor der Skihalle.
Für aktive Skifahrer stehen Parkplätze an der Skihalle zur Verfügung. Weitere Parkplätze für Besucher finden sich entlang der gesamten Zufahrtsstraße zur Skisporthalle.